# 1964 في الجزائر
فيما يلي قوائم الأحداث التي وقعت خلال عام 1964 في الجزائر.

## رياضة
- 1 يناير – الجزائر في الألعاب الأولمبية الصيفية 1964

## مواليد

### يناير
- 1 يناير – حسني عبيدي
- 1 يناير – حياة مزياني
- 1 يناير – نور الدين زكري لاعب كرة قدم جزائري.
- 5 يناير – جمال زيتوني
- 12 يناير – عبد السلام بن عبد الله لاعب كرة قدم.

### أكتوبر
- 10 أكتوبر – حفيظ دراجي معلق رياضي جزائري.
- 29 أكتوبر – محمد حطاب سياسي جزائري.

### ديسمبر
- 2 ديسمبر – رشيد أدان لاعب كرة قدم جزائري.
- 26 ديسمبر – عبد الغني زعلان سياسي جزائري.

## وفيات

### يناير
- 1 يناير – العربي بن صاري (مواليد 1867) مغني جزائري.

### سبتمبر
- 3 سبتمبر – محمد شعباني (مواليد 1934) سياسي جزائري.

### ديسمبر
- 22 ديسمبر – روبرت ري (مواليد 1888)